# Milo – Månvaktaren
Milo – Månvaktaren (franska: Mune, le gardien de la lune) är en fransk animerad film från 2015 regisserad av Benoît Philippon och Alexandre Heboyan. Filmen producerades med hjälp av datorgrafik och stereoskopi. Väl mottagen av kritiker blev filmen också en kommersiell framgång.

## Handling
Milo, en busig faun utsedd till att vakta månen tappar bort månen på sin allra första dag som månvaktare. Ett underjordiskt väsen ser sin chans att stjäla solen. Utan solen och månen finns ingen balans i världen så tillsammans med Solar, solvaktaren ger sig Milo ut på en spännande och krävande resa för att ta tillbaka det som stulits från dem. 

## Rollista
| Roll      | Originalröst        | Svensk röst       |
| --------- | ------------------- | ----------------- |
| Mune/Milo | Michaël Gregorio    | Jonas Bane        |
| Cire/Glim | Izïa Higelin        | Frida Sandén      |
| Sohone    | Omar Sy             | Fredde Granberg   |
| Milos far | Damien Boisseau     |                   |
| Leeyoon   | Feodor Atkine       | Bengt Järnblad    |
| Necross   | Eric Herson-Macarel | Stephan Karlsén   |
| Mox       | Michel Mella        | Christian Hedlund |
| Spleen    | Fabrice Josso       | Mikael Regenholz  |
| Xolal     | Jean-Claude Donda   | Peter Getz        |
| Yule      | Benoît Allemane     | Sture Ström       |
| Phospho   | Patrick Poivey      | Johan Wahlström   |
| Krrrack   | Patrice Dozier      | Hasse Jonsson     |
| Zucchini  | Emmanuel Curtil     |                   |
| ormarna   | Paolo Domingo       |                   |
| Glims far | Patrick Préjean     | Peter Getz        |

- Svensk version producerades av Eurotroll AB, regisserades av Kim Stålnacke och översattes av Göran Berlander.[1]

## Produktion
Den ursprungliga idén till filmen startades som ett projekt av manusförfattaren Benoît Philippon, som från början bestod av en kortfilm som handlade om en varelse som bor i en skog och tar ner månen genom att harpunera den med ett rep. Projektet visade sig snabbt omöjligt i ett kortfilmsformat och Benoît Philippon började förvandla det till ett långfilmsprojekt. Filmen utvecklar och behandlar ett poetiskt universum som har en egen kosmogoni och olika folkslag som är kopplade till solen och månen.
Universumet tar mer form med bidrag från Nicolas Marlet, som designar karaktärerna, och Aurélien Prédal, filmens konstnärliga ledare. Karaktärerna är tänkta som hybrider mellan människor, djur och material. Milo är en skogsvarelse som har päls och är bunden till natten; hans blyga karaktär och tystlåtna kynne är inspirerade av huvudkaraktären i Tim Burtons film Edward Scissorhands. Sohone är släkt med solen och hans kropp är gjord av bärnsten ; hans storkäftade personlighet inspirerades av karaktärer som Buzz Lightyear i Pixars animerade film Toy Story eller Han Solo i Star Wars. Glim är gjort av vax, vilket gör henne ömtålig och svag under solen, men det är en möjlighet för henne att visa sin karaktär och kämpa mot ett funktionshinder och för att kompensera för det med sitt mod. Den onde fursten Necross och småjävlarna Mox och Spleen är vulkaner, en möjlighet att få arbeta med texturer av lava och sot.
Manuset skrevs av Benoît Philippon och Jérôme Fansten. Den genomgick flera omskrivningar, inklusive modifieringar under skrivandet av storyboarden när den visuella utvecklingen av filmen såg nya idéer dyka upp, inklusive det mobila templet i Milos värld. Handlingen som definierades tidigt, behandlar idén om karaktärer som går på jakt efter solen likt jakten på den heliga graalen. Svårigheten med projektet är att utveckla en film med en klassisk och tydlig ram som kan förstås av en stor publik, inklusive de yngsta, utan att ge avkall på originaliteten och den poesi som är specifik för universumet som utformats för filmen. En annan utmaning är att hitta en bra balans mellan epos, humor och poesi.
Filmen producerades i syntetiska bilder, förutom några scener som visar planetens förflutet och drömmarnas värld, som är traditionellt tecknade.

## Intäkter
I Frankrike onsdagen den 14 oktober 2015, när filmen hade premiär, presterade filmen relativt bra i Paris där filmen sågs 457 gånger under dagen på de fjorton teatrarna där filmen visas i huvudstaden, vilket placerar den på femte plats bland filmer som släpptes samma dag. Under den första veckan samlade filmen in 128,279 visningar; efter två veckor hade den samlat in 238,928. I slutet av 2015 hade Milo - månvaktaren samlat in 524,000 visningar och är en av de 100 franska filmerna som lockade flest tittare 2015. Filmen togs ner från biograferna i Frankrike med drygt 529,000 visningar.
Milo - månvaktaren fick också ett bra mottagande utanför Frankrike - filmen är en av de tio franska filmerna med störst framgång på bio utomlands under 2015.